# Límit ultrarelativista
En física, una partícula s'anomena ultrarelativista quan la seva velocitat és molt propera a la velocitat de la llum c.
L'expressió de l'energia relativista d'una partícula amb massa en repòs m i moment p ve donada per
{\displaystyle E^{2}=m^{2}c^{4}+p^{2}c^{2}.}
L'energia d'una partícula ultrarelativista es deu gairebé completament al seu moment (pc ≫ mc2) i, per tant, es pot aproximar amb E = pc. Això pot resultar de mantenir la massa fixa i augmentar p a valors molt grans (el cas habitual); o mantenint l'energia E fixada i reduint la massa m a valors insignificants. Aquest últim s'utilitza per derivar òrbites de partícules sense massa com el fotó a partir de les de partícules massives (cf. problema de Kepler en la relativitat general).
En general, el límit ultrarelativista d'una expressió és l'expressió simplificada resultant quan {\displaystyle pc\gg mc^{2}} s'assumeix. O, de la mateixa manera, en el límit on el factor Lorentz {\displaystyle \gamma =1/{\sqrt {1-v^{2}/c^{2}}}} és molt gran ({\displaystyle \gamma \gg 1} ).

## Expressió inclòs el valor de massa
Tot i que és possible utilitzar l'aproximació {\displaystyle E=pc}, això descuida tota la informació de la massa. En alguns casos, fins i tot amb {\displaystyle p\gg m}, la massa no es pot ignorar, com en la derivació de l'oscil·lació de neutrins. Una manera senzilla de retenir aquesta informació massiva és utilitzar una expansió de Taylor en lloc d'un simple límit. La següent derivació suposa {\displaystyle c=1} (i el límit ultrarelativista {\displaystyle pc\gg mc^{2}}). Sense pèrdua de generalitat, es pot mostrar el mateix incloent l'adequat {\displaystyle c} termes.

## Exactitud de l'aproximació
Per als càlculs de l'energia d'una partícula, l'error relatiu del límit ultrarelativista per a una velocitat v = 0.95c és d'aproximadament 10 %, i per a v = 0.99c és només 2 %. Per a partícules com els neutrins, els γ (factor de Lorentz) solen estar per sobre de 106 (v pràcticament indistingible de c), l'aproximació és essencialment exacta.
El cas oposat (pc ≪ mc2 ) és una partícula anomenada clàssica, on la seva velocitat és molt menor que c i, per tant, la seva energia es pot aproximar per E = mc2 + p2⁄2m